# Rue Pierre-Picard
La rue Pierre-Picard est une voie du 18e arrondissement de Paris, en France.

## Situation et accès
La rue Pierre-Picard est une voie publique située dans le 18e arrondissement de Paris. Elle débute au 13, rue de Clignancourt et se termine au 2, rue Charles-Nodier. Elle fait partie du quartier du marché Saint-Pierre.

## Origine du nom
Elle tire son nom de son ancien maire, en 1837, Pierre Picard (1766-1842), et propriétaire de terrains situés entre la rue de Clignancourt et la rue Charles-Nodier, et lotis vers 1884.

## Historique
La rue est ouverte sous sa dénomination actuelle en 1858 sur l'ancienne commune de Montmartre.
Après le rattachement de cette commune à Paris par la loi du 16 juin 1859, la rue est officiellement rattachée à la voirie parisienne par un décret du 10 juillet 1884.